# For Unlawful Carnal Knowledge
| Críticas profissionais | Críticas profissionais |
| Avaliações da crítica  | Avaliações da crítica  |
| Fonte                  | Avaliação              |
| ---------------------- | ---------------------- |
| allmusic               | link                   |
| Robert Christgau       | link                   |
| Rolling Stone          | link                   |

For Unlawful Carnal Knowledge (ou F.U.C.K) é o nono álbum de estúdio da banda Van Halen, lançado a 17 de junho de 1991.

## Faixas
Todas as faixas por Michael Anthony, Sammy Hagar, Eddie Van Halen e Alex Van Halen.
| N.º | Título              | Duração |  |
| 1.  | "Poundcake"         | 5:22    |  |
| 2.  | "Judgement Day"     | 4:41    |  |
| 3.  | "Spanked"           | 4:53    |  |
| 4.  | "Runaround"         | 4:21    |  |
| 5.  | "Pleasure Dome"     | 6:57    |  |
| 6.  | "In 'n' Out"        | 6:05    |  |
| 7.  | "Man on a Mission"  | 5:04    |  |
| 8.  | "The Dream Is Over" | 4:00    |  |
| 9.  | "Right Now"         | 5:21    |  |
| 10. | "316"               | 1:29    |  |
| 11. | "Top of the World"  | 3:55    |  |

## Créditos
- Sammy Hagar - Vocal, guitarra rítmica
- Eddie Van Halen - Guitarra, teclados, vocal de apoio
- Michael Anthony - Baixo, vocal de apoio
- Alex Van Halen - Percussão, bateria

### Músicos adicionais
- Steve Lukather – backing vocals em "Top of the World"

### Produção
- Produção: Andy Johns, Ted Templeman, Van Halen
- Engenheiro de áudio: Lee Herschberg, Andy Johns, Michael Scott
- Mixagem: Andy Johns, Michael Scott, Ted Templeman
- Direção de arte: Jeri Heiden
- Fotografia: David Seltzer, Glen Wexler

## Desempenho nas paradas

### Álbum
| Parada musical (1991)                 | Melhor posição |
| ------------------------------------- | -------------- |
| Estados Unidos (Billboard 200)        | 1              |
| Suíça (Schweizer Hitparade)           | 11             |
| Alemanha (Offizielle Deutsche Charts) | 6              |
| Áustria (Ö3 Austria Top 40)           | 21             |
| Países Baixos (Dutch Charts)          | 24             |
| Suécia (Sverigetopplistan)            | 17             |
| Austrália (ARIA)                      | 5              |
| Nova Zelândia (RMNZ)                  | 25             |

### Singles
Billboard (North America)
| Ano  | Single              | Parada musical        | Posição |
| ---- | ------------------- | --------------------- | ------- |
| 1991 | "Poundcake"         | Album Rock Tracks     | 1       |
| 1991 | "Right Now"         | Album Rock Tracks     | 2       |
| 1991 | "Runaround"         | Album Rock Tracks     | 1       |
| 1991 | "Top of the World"  | Album Rock Tracks     | 1       |
| 1991 | "Top of the World"  | The Billboard Hot 100 | 27      |
| 1992 | "Man on a Mission"  | Album Rock Tracks     | 21      |
| 1992 | "Right Now"         | The Billboard Hot 100 | 55      |
| 1992 | "The Dream Is Over" | Album Rock Tracks     | 7       |

## Premiações
Grammy Awards
| Ano  | Ganhador                      | Categoria                  |
| ---- | ----------------------------- | -------------------------- |
| 1991 | For Unlawful Carnal Knowledge | Best Hard Rock Performance |